# Xosé Ramón Pena
Xosé Ramón Pena (Betanzos, Galiza, 1956) é um escritor galego contemporâneo. Fez os estudos de Filologia Hispânica e Galego-portuguesa na Universidade de Santiago de Compostela, doutorando-se em Filologia. Professor nas universidades de Vigo e Califórnia (Sta. Barbara), Pena é, na actualidade, catedrático de Língua e Literatura Galega em Vigo, lecionando também na Universidad Nacional a Distancia (UNED, Madrid). 
O seu labor ocupa os espaços da investigação na História da Literatura, a narrativa e o jornalismo. No primeiro deles, é especialista em literatura medieval e nas vanguardas galegas. Editor da obra de R. Cabanillas, Amado Carballo e Manuel Antonio, Pena é autor de volumes como Manuel Antonio e a vangarda (1996), Xograres do mar de Vigo (1998), História da literatura medieval galego-portuguesa (2002) Estudos sobre Os Eoas de Eduardo Pondal (2005)—com Manuel Forcadela—, Poesia galega completa de R. Cabanillas (2009) —com X.Mª Dobarro— , No desterro (2010) e da obra em quatro volumes, dos quais já foram publicados três:, Historia da literatura galega (I). Das orixes a 1853 (2013), Historia da literatura galega (II). O Rexurdimento (1853-1916) (2014), obra pela que ganhou o Prémio da Crítica Galega (2015), e Historia da literatura galega (III). De 1916 a 1936 (2016) obra pela que obtive o Prémio Losada Diéguez (2017) na modalidade de ensaio e investigação.
Como narrador, obteve o Prémio Gerais de romance e o Losada Diéguez na modalidade de criação literária por Para depois do adeus (1987). Ele é também autor de O reverso do espello (1984), Paixóns privadas (1991), A era de Acuario'' (1997), Fado de princesa (2005), A batalha do paraiso triste (2008) —os acontecimentos narrados neste romance têm lugar na Lisboa dos anos 30 e da II Guerra Mundial-, Como en Alxeria (2012) e o o volume de relatos Todas as vidas (2020).
Colaborador habitual em jornais e revistas, Pena é colunista habitual no periódico Faro de Vigo, no qual dirige actualmente o suplemento "Faro da Cultura".